# Ragnhild Svonni
Ragnhild Elisabet Svonni, född 16 april 1976, är en svensk-samisk kommunalpolitiker.
Ragnhild Svonni är uppvuxen i Skåne och utbildade sig till pol. mag. Hon är ordförande för Samelistan, som fick två ledamöter i 2006 och 2010 års kommunalfullmäktigeval i Kiruna kommun. Hon är sedan 2010 andre vice ordförande i Kirunas kommunstyrelse.
Ragnhild Svonni var 2002-2009 näringshandläggare, och från 2008 biträdande chef på avdelningen för samiska näringar, kultur och samhälle, på Sametingets kansli i Kiruna och är därefter projektledare och från 2011 administrativ chef på Svenska Samernas Riksförbunds kansli.